# JLT Condor/Saison 2016
Dieser Artikel listet Erfolge und Fahrer des Radsportteams JLT Condor in der Saison 2016 auf.

## Erfolge in der UCI Europe Tour
| Datum     | Rennen                                     | Kat. | Sieger          |
| --------- | ------------------------------------------ | ---- | --------------- |
| 14. April | 2. Etappe Tour du Loir-et-Cher             | 2.2  | Russell Downing |
| 24. April | Rutland-Melton International CiCLE Classic | 1.2  | Conor Dunne     |

## Erfolge in der UCI Oceania Tour
| Datum      | Rennen                              | Kat. | Sieger        |
| ---------- | ----------------------------------- | ---- | ------------- |
| 20. Januar | 1. Etappe New Zealand Cycle Classic | 2.2  | Chris Lawless |

## Abgänge – Zugänge
| Zugänge          | Team 2015                             | Abgänge         | Team 2016                   |
| ---------------- | ------------------------------------- | --------------- | --------------------------- |
| Steven Lampier   | Team Raleigh-GAC                      | Richard Handley | ONE Pro Cycling             |
| Russell Downing  | Cult Energy Pro Cycling               | Felix English   | Madison Genesis             |
| Chris Lawless    | Team Wiggins                          | Michael Cuming  | State of Matter MAAP Racing |
| George Atkins    | ONE Pro Cycling                       | Dante Carpenter | Unbekannt                   |
| Conor Dunne      | An Post-Chain Reaction                | Joseph Moses    | Unbekannt                   |
| Jon Mould        | ONE Pro Cycling                       | Richard Lang    | Unbekannt                   |
| Stephen Williams | Neoprofi                              | Kristian House  | ONE Pro Cycling             |
| Alistair Slater  | An Post-Chain Reaction                | Harry Tanfield  | Pedal Heaven Race Team      |
| Alex Frame       | Development Team Giant-Shimano (2014) |                 |                             |

## Mannschaft
| Name                | Geburtstag       | Nationalität           |              |
| ------------------- | ---------------- | ---------------------- | ------------ |
| George Atkins       | 18. August 1991  | Vereinigtes Königreich |              |
| Graham Briggs       | 14. Juli 1983    | Vereinigtes Königreich |              |
| Edward Clancy       | 12. März 1985    | Vereinigtes Königreich |              |
| Russell Downing     | 23. August 1978  | Vereinigtes Königreich |              |
| Conor Dunne         | 22. Januar 1992  | Irland                 |              |
| Alex Frame          | 18. Juni 1993    | Neuseeland             |              |
| Luke Grivell-Mellor | 9. Februar 1993  | Vereinigtes Königreich |              |
| Steven Lampier      | 2. März 1984     | Vereinigtes Königreich |              |
| Edward Laverack     | 27. Juli 1994    | Vereinigtes Königreich |              |
| Chris Lawless       | 4. November 1995 | Vereinigtes Königreich |              |
| David McCarthy      | 15. März 1995    | Irland                 |              |
| Thomas Moses        | 3. Mai 1992      | Vereinigtes Königreich |              |
| Jon Mould           | 4. April 1991    | Vereinigtes Königreich |              |
| Alistair Slater     | 14. Juli 1983    | Vereinigtes Königreich |              |
| Stephen Williams    | 9. Juni 1996     | Vereinigtes Königreich |              |
| Stagiaires          | Stagiaires       | Nationalität           | Nationalität |
| Jacob Hennesy       | Jacob Hennesy    | Vereinigtes Königreich |              |